# Calophasia simplex
Calophasia simplex là một loài bướm đêm trong họ Noctuidae.